# جوتا رانتالا
یوتّا رانتالا (انگلیسی: Jutta Rantala؛ زادهٔ ۱۱ نوامبر ۱۹۹۹) بازیکن فوتبال اهل فنلاند است.
وی همچنین در تیم ملی فوتبال زنان فنلاند بازی کرده‌است.